# Regno di Corsica
Il Regno di Corsica (informalmente Regno Anglo-Corso) fu uno stato rivoluzionario nell'ambito delle Guerre rivoluzionarie francesi, in unione personale con il Regno di Gran Bretagna nella persona di Giorgio III d'Inghilterra, esistente in Corsica dal 1793 al 1796.

## Storia

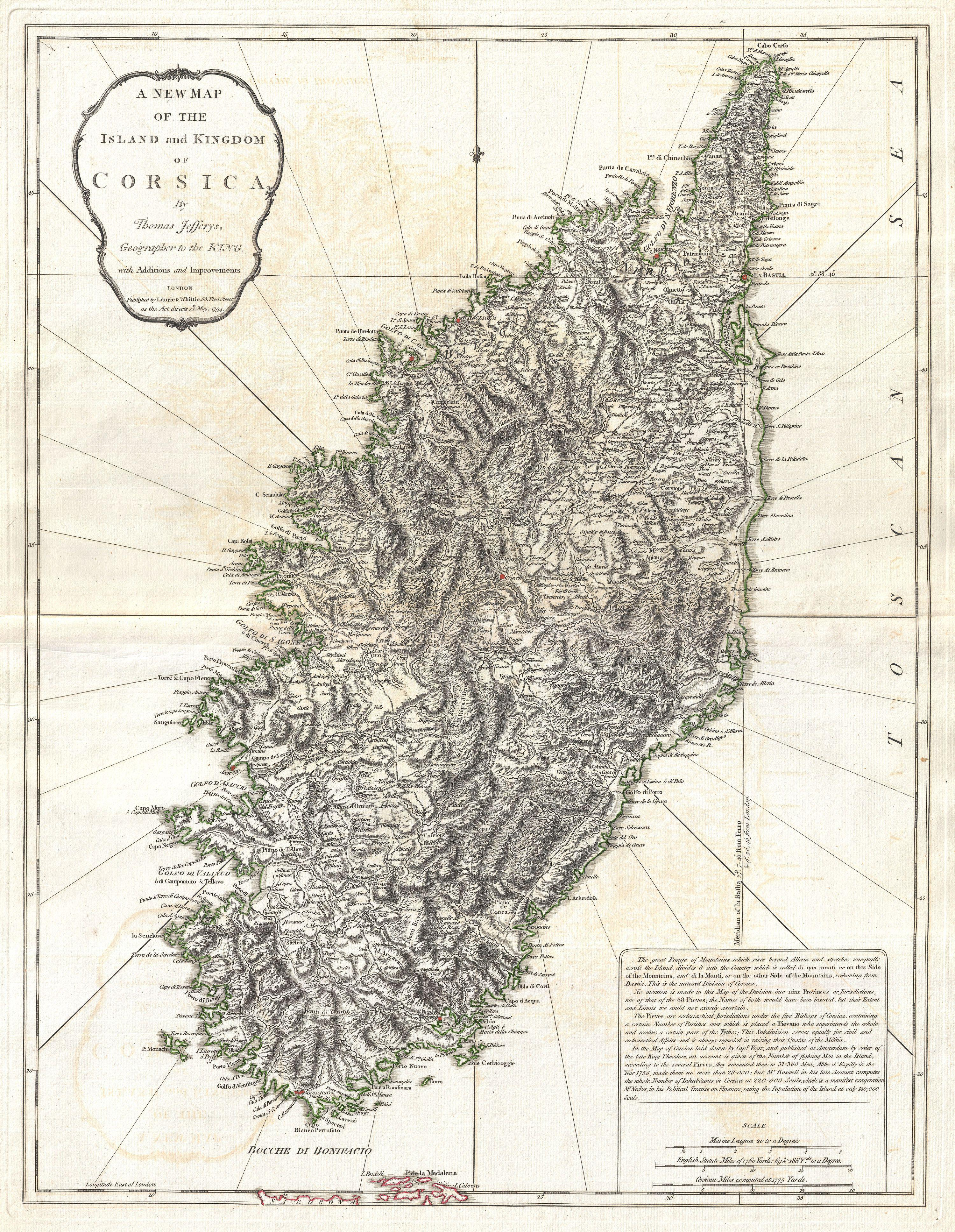
Mappa inglese della Corsica del 1794

Paoli, temendo il peggio, raggruppò attorno a sé i propri partigiani e contrattaccò i giacobini alla Consulta tenuta in maggio a Corte, rifiutando di sottomettersi alla Convenzione nazionale. Dichiarato fuorilegge in luglio, Paoli rispose statuendo la secessione della Corsica dalla Francia e chiedendo soccorso agli inglesi, dopo che i suoi partigiani avevano già messo in fuga i giacobini - espatriati in gran fretta - e dato fuoco alla casa natale di Napoleone ad Ajaccio (la casa-museo mostrata ancor oggi ai turisti è sostanzialmente un falso).
Gli inglesi, che erano in guerra contro i rivoluzionari francesi dal febbraio 1793, non mancarono di cogliere l'occasione di strappare la Corsica alla Francia e così perfezionare il blocco navale cui era sottoposto il regime giacobino. Attaccate da Nelson, le fortezze costiere dove si erano rifugiate le truppe francesi sull'isola caddero una dopo l'altra.
Le grandi speranze suscitate in Corsica da quest'intervento, tuttavia, dovevano essere di breve durata e destinate a causare un'amara e definitiva delusione in Pasquale Paoli.

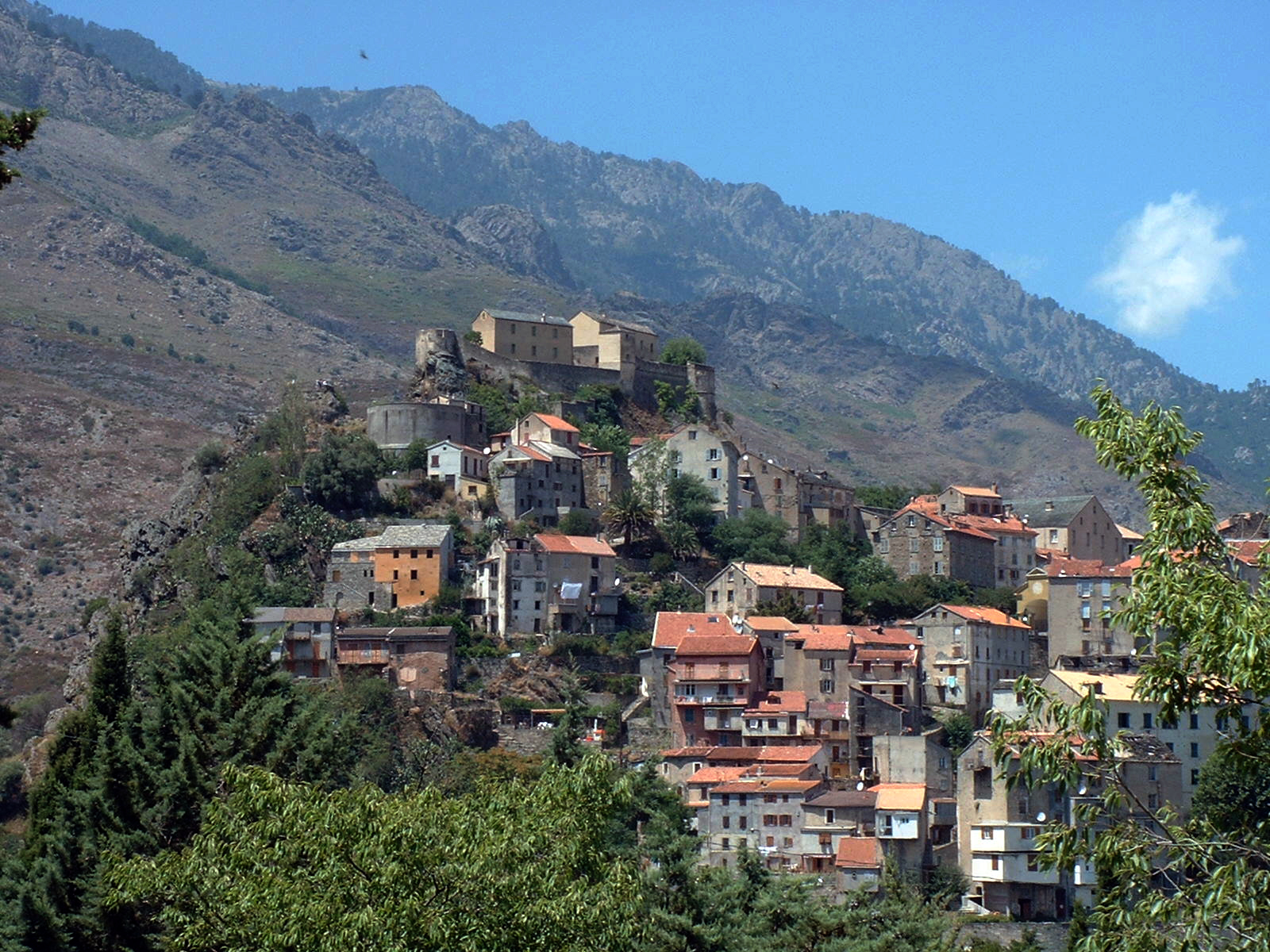
Corte, capitale del Regno di Corsica

Scacciati i francesi dall'isola, si procedette alla redazione di una nuova costituzione di Corsica (la seconda dopo quella del 1755), che fu approvata nel giugno 1794 da una consulta tenutasi a Corte, tornata capitale dell'isola dal 1791, dopo che Paoli aveva represso una rivolta controrivoluzionaria scoppiata a Bastia. Più complessa della precedente, la nuova costituzione prefigurava la Corsica come un protettorato personale del re d'Inghilterra, ma dotato di larga autonomia, realizzando un'originale struttura istituzionale sintesi di parlamentarismo all'inglese, riformismo illuminato e indipendentismo.
In realtà quanto disposto dalla carta costituzionale restò largamente lettera morta, anche considerando il fatto che l'Inghilterra, in guerra contro la Francia, non aveva certo intenzione di limitarsi ad esercitare un protettorato poco più che simbolico (come la costituzione prometteva) su un'isola tanto importante per la realizzazione delle proprie mire imperiali.

Pasquale Paoli, eroe nazionale corso e presidente del Regno di Corsica

Paoli, che aveva sperato di ricoprire la carica di viceré, la vide invece assegnata allo scozzese Sir Gilbert Elliot, poi primo Conte di Minto, (che dal 1807 al 1813 sarà governatore generale dell'India), e vide sfumare così tanto le ambizioni personali, quanto quelle di avere, finalmente, realizzato il suo sogno di una Corsica libera ed indipendente.
Così la costituzione che diede vita al Regno anglo-corso (ancora una volta scritta in italiano, che restava la lingua ufficiale dell'isola), pur importante dal punto di vista legislativo, rimase in buona parte inattuata, dando origine a crescenti malumori.

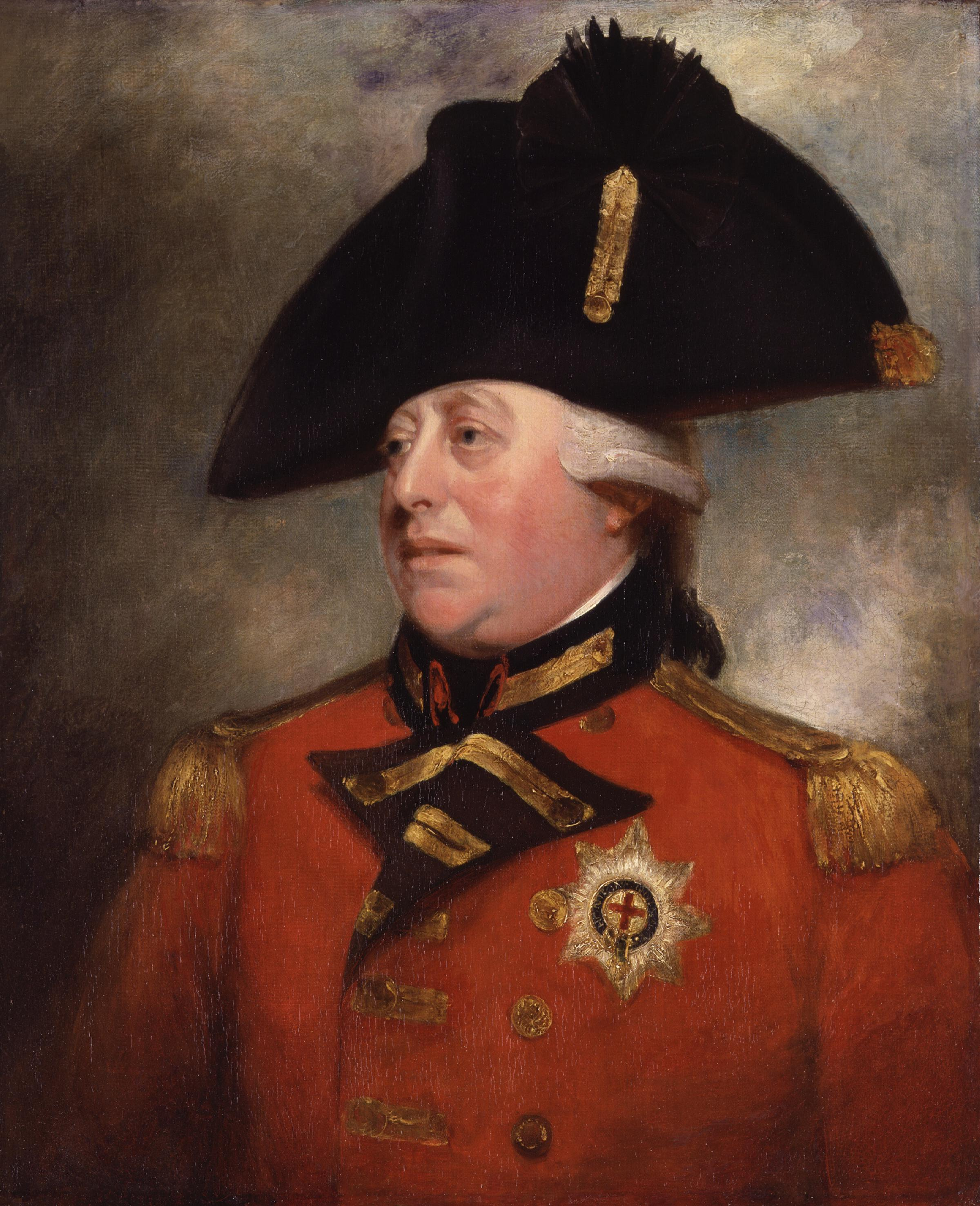
Giorgio III del Regno Unito, re di Gran Bretagna e Irlanda, re di Hannover e re di Corsica dal 1794 al 1796

Paoli, sostenuto dai molti notabili che si sentivano messi da parte dal nuovo regime, iniziò apertamente a fare la fronda al governo di Sir Gilbert Elliot sino a che Giorgio III in persona gli ordinò di recarsi a Londra. Giuntovi nell'ottobre 1795, l'eroe còrso si trovò esiliato definitivamente, seppure dotato di mezzi adeguati e confortato da appoggi e frequentazioni atte a fargli vivere una vecchiaia decente ed agiata. Dopo aver lasciato una cospicua somma destinata alla riapertura dell'Università italiana a Corte, Paoli morì a Londra il 5 febbraio 1807 e fu sepolto, con onori assolutamente eccezionali per uno straniero, nell'Abbazia di Westminster.
Nell'ottobre 1796 gli inglesi evacuarono la Corsica, che fu rioccupata quasi senza colpo ferire dai francesi dell'Armata d'Italia, guidata da Napoleone, che provvide subito a dividerla in due dipartimenti (Golo e Liamone) anche allo scopo di indebolirne l'unità e quindi scongiurare nuove sollevazioni.

## Pievi
- Aiaccio (Aiacciu)
- Algaiola (Algaiola)
- Alesani (Alisgiani)
- Ampugnani (Ampugnani)
- Balagna Orientale (Balagna di Là)
- Bevinco (Bevincu)
- Bigorno (Bigornu)
- Bonifacio (Bonifaziu)
- Bozio (Boziu)
- Brando (Brandu)
- Caccia (Caccia)
- Calvi (Calvi)
- Campoloro (Campuloru)
- Canari (Canari)
- Capo Bianco (Capu Biancu)
- Carbini (Carbini)
- Cargese (Carghjese)
- Casacconi (Casacconi)
- Casinca (Casinca)
- Castello (Castellu)
- Celavo (Celavu)
- Cinarca (Cinarca)
- Cruzini (Cruzinu)
- Corsa (Cursa)
- Covasina (Cuvasina)
- Giovellina (Ghjuvellina)
- Giosani (Ghjunsani)
- Istria (Istria)
- Lama (Lama)
- Lota (Lota)
- Mariana (Mariana)
- Mercurio (Mercuriu)
- Moriani (Moriani)
- Niolo (Niolu)
- Nonza (Nonza)
- Olmia (Olmia)
- Orezza (Orezza)
- Ornano (Ornanu)
- Orto (Ortu)
- Patrimonio (Patrimoniu)
- Porto Vecchio (Portivechju)
- Rogna (Rogna)
- Rostino (Rustinu)
- Sampiero (Sampieru)
- Sant'Andrea (Santu Andria)
- Sartena (Sartè)
- Scopamene (Scupamena)
- Seneca (Seneca)
- Serra (Serra)
- Sevindentro (Sevindentru)
- Sevinfuori (Sevinfora)
- Sorro nel Ghio (Sorru In Ghjò)
- Sorro del Talavo (Sorru In Sù Talavu)
- Talcini (Talcini)
- Tallano (Tallà)
- Tavagna (Tavagna)
- Tavignano (Tavignanu)
- Tenda (Tenda)
- Tuani (Tuani)
- Tuda (Tuda)
- Ortolo (Urtolu)
- Ostriconi (Ustriconi)
- Valinco (Valincu)
- Vallerostia (Vallerustie)
- Vecchio (Vechju)
- Verde (Verde)

## Cariche
- Re di Corsica: Giorgio III del Regno Unito
- Governatore generale con la caricà di viceré:
  - Charles Stuart (1794) (de facto)
  - Gilbert Elliot-Murray-Kynynmound, I conte di Minto (1794 - 1796)
- Presidente del Governo: Pasquale Paoli
- Presidente del Consiglio di Stato (Parlamento): Carlo Andrea Pozzo di Borgo